# Kerkópové

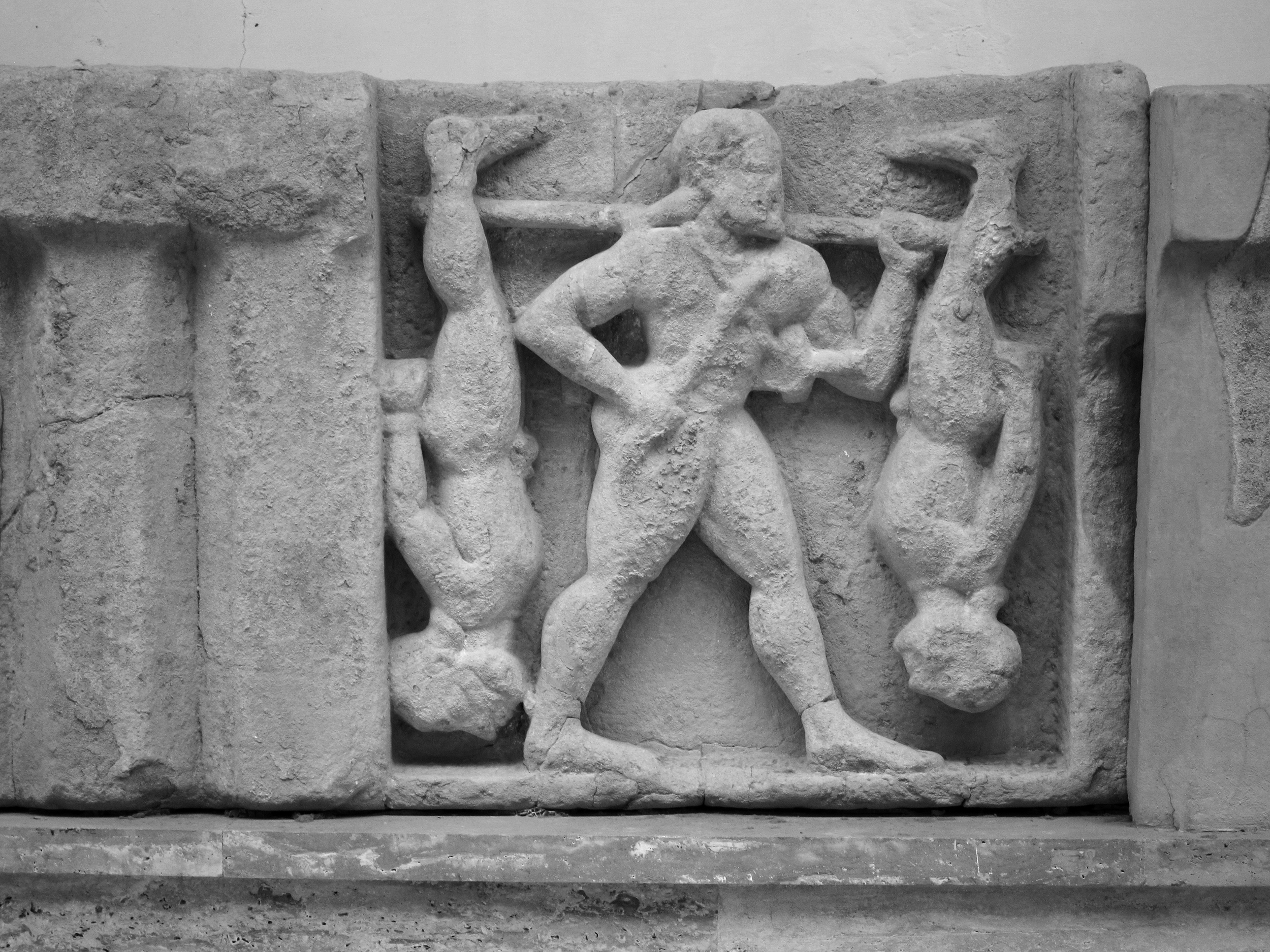
Hérakles a Kerkópové. Paestrum, Itálie.

Kerkópové (latinsky Cercopes) byl v řecké mytologii maloasijský národ.
V některých bájích jsou uváděni jako dva bratři jménem Olos a Eurybalos, někdy jako Dillos a Triballos. Jako jejich rodiče bývají uváděni Theia a Ókeanos. Vyskytovali se obvykle v Euboii nebo v Thermopylách.
Tito lesní tvorové se prý pokusili oklamat Dia a ten je proměnil v kameny, podle jiných verzí v trpaslíky nebo v opice.
Kerkópové nebyli zlé bytosti, spíš zlomyslní, dotěrní a drzí skřítkové. Když se setkali s hrdinou Héraklem, ve spánku mu ukradli zbraně. Když se chystal je potrestat, pitvořili se tak dlouho, že se na ně nakonec nemohl zlobit a jejich odvahu vzal s úsměvem.